# Seznam vrcholů v Javorníkách

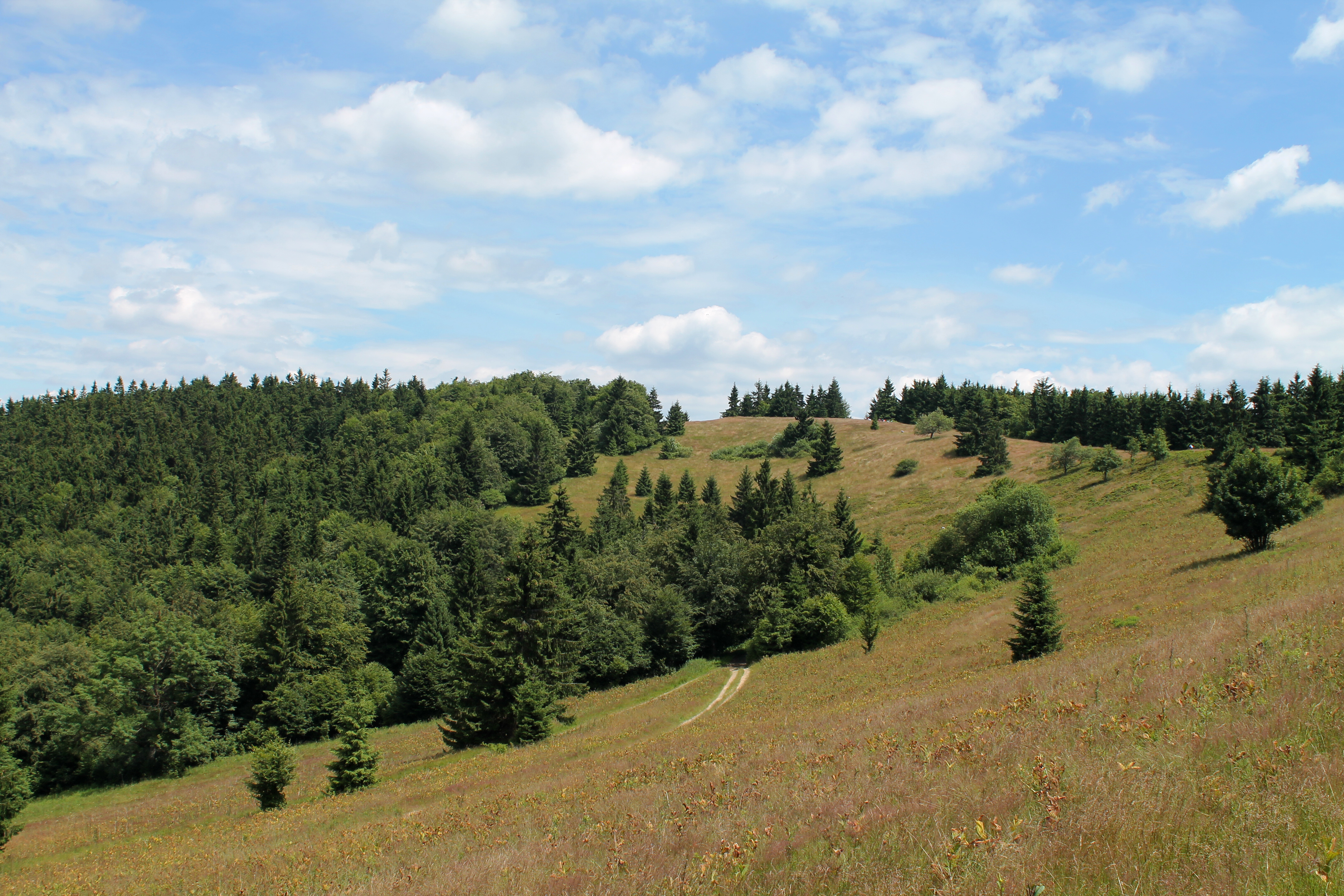
Veľký Javorník (1072 m)

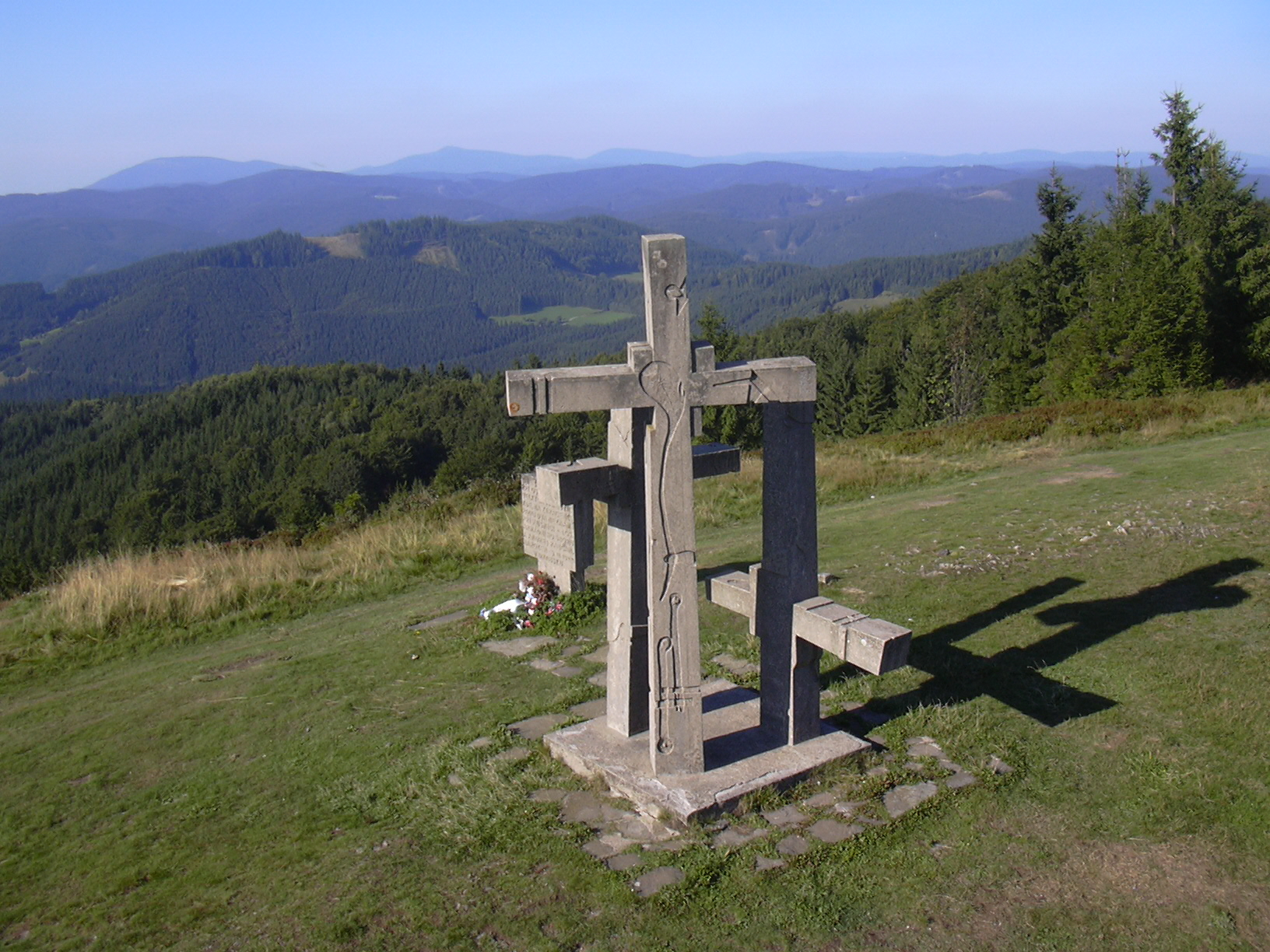
Stratenec (1055 m)

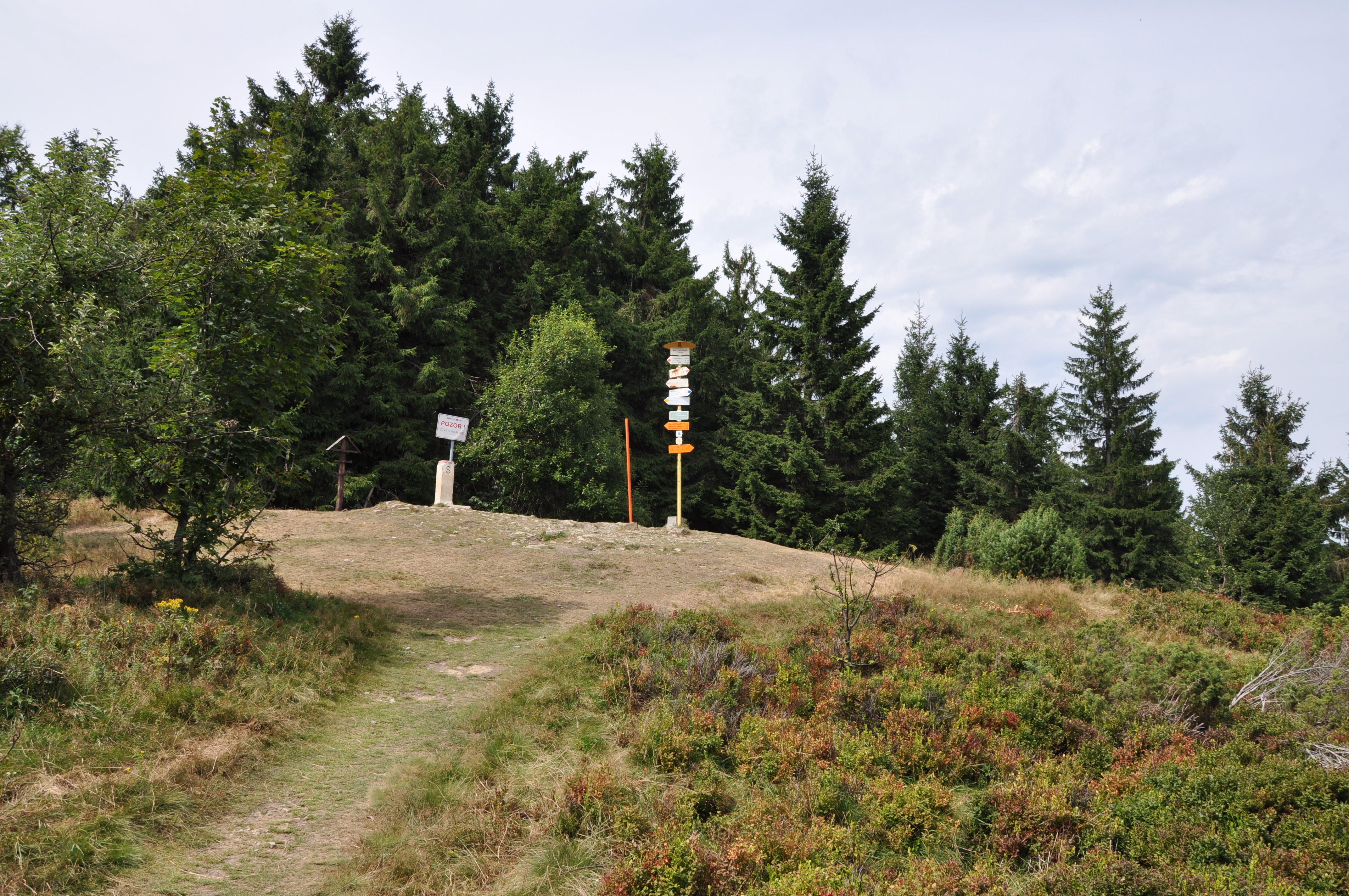
Malý Javorník (1019 m)

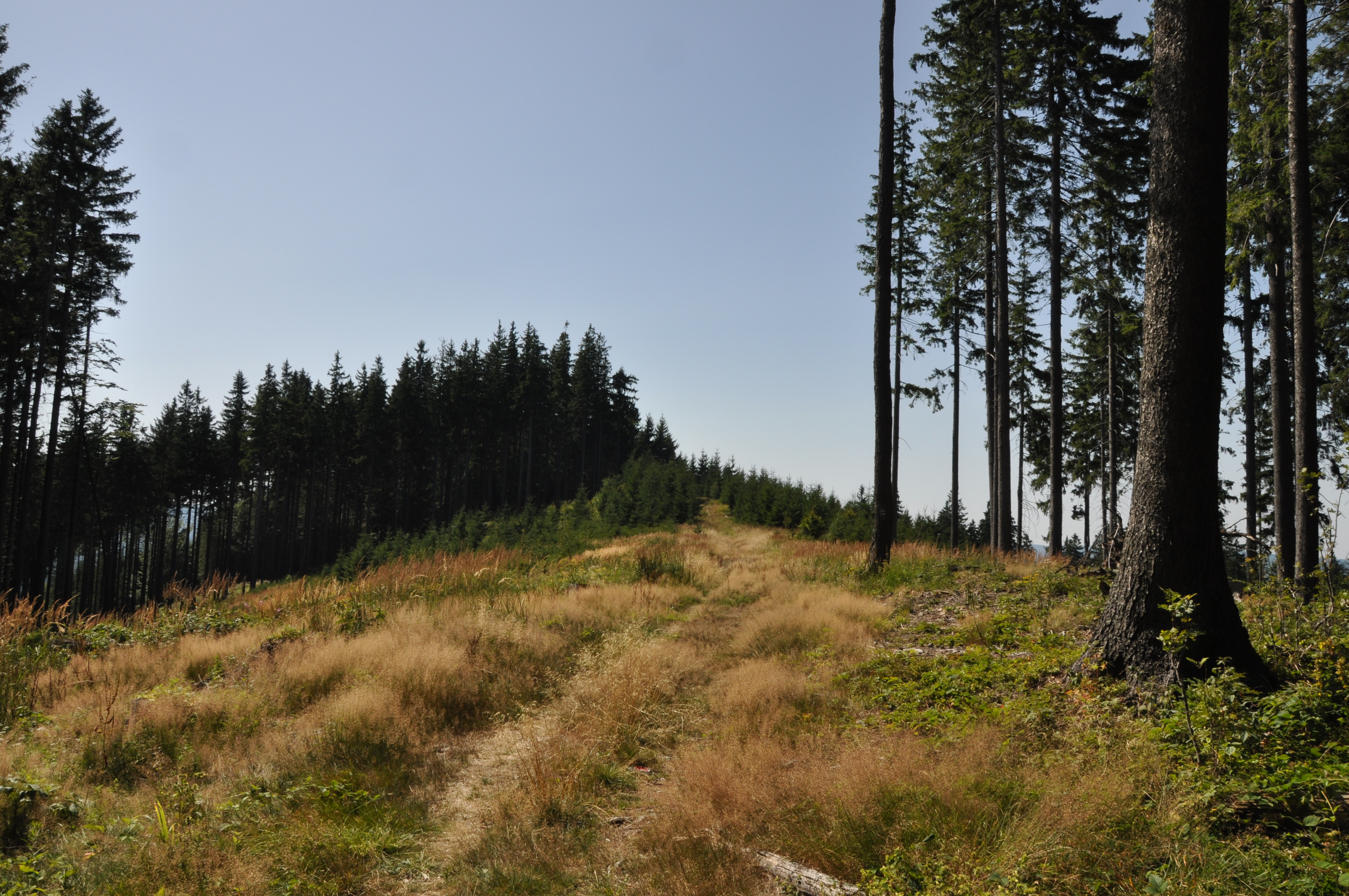
Lemešná (950 m)

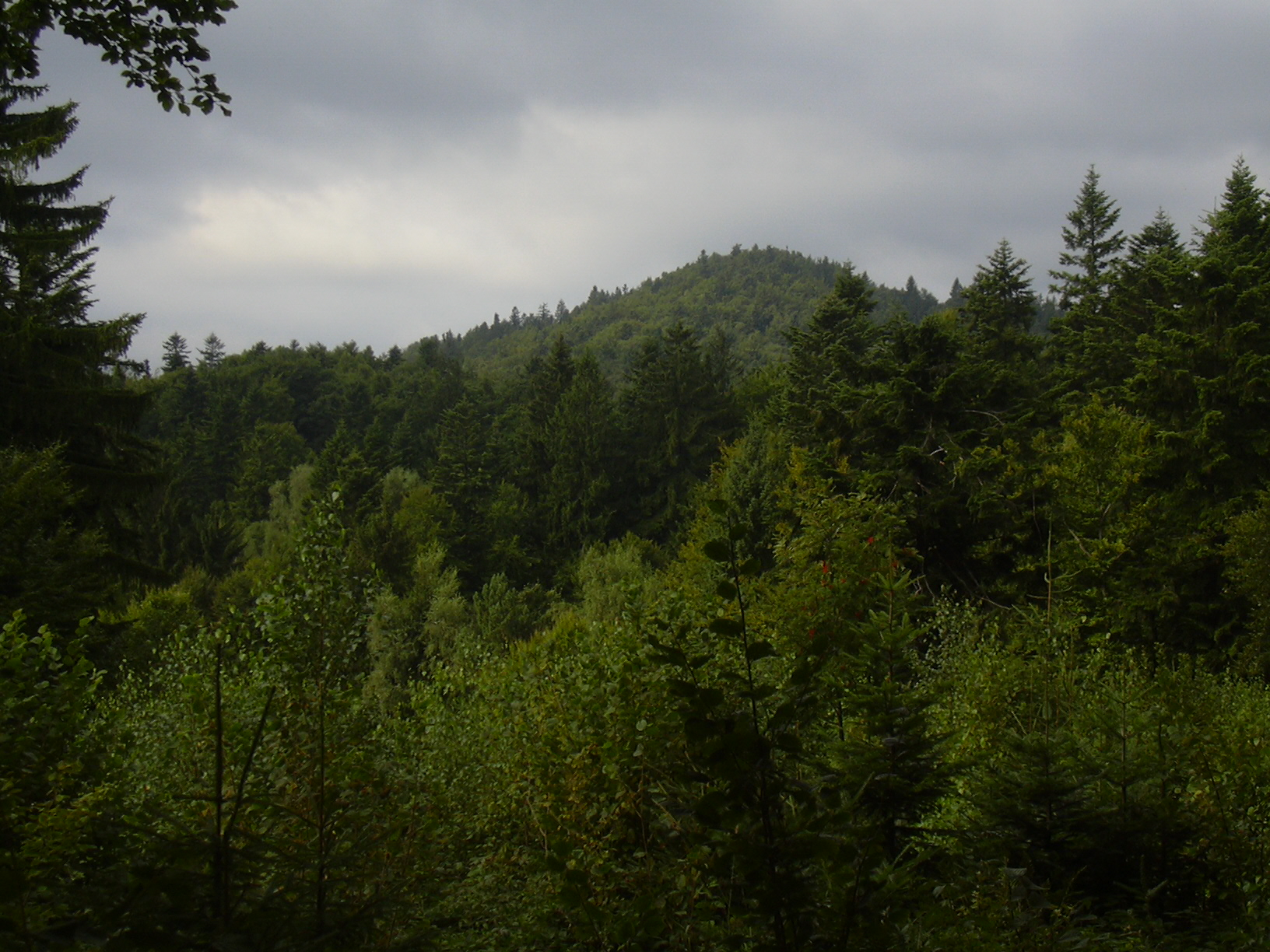
Makyta (923 m)

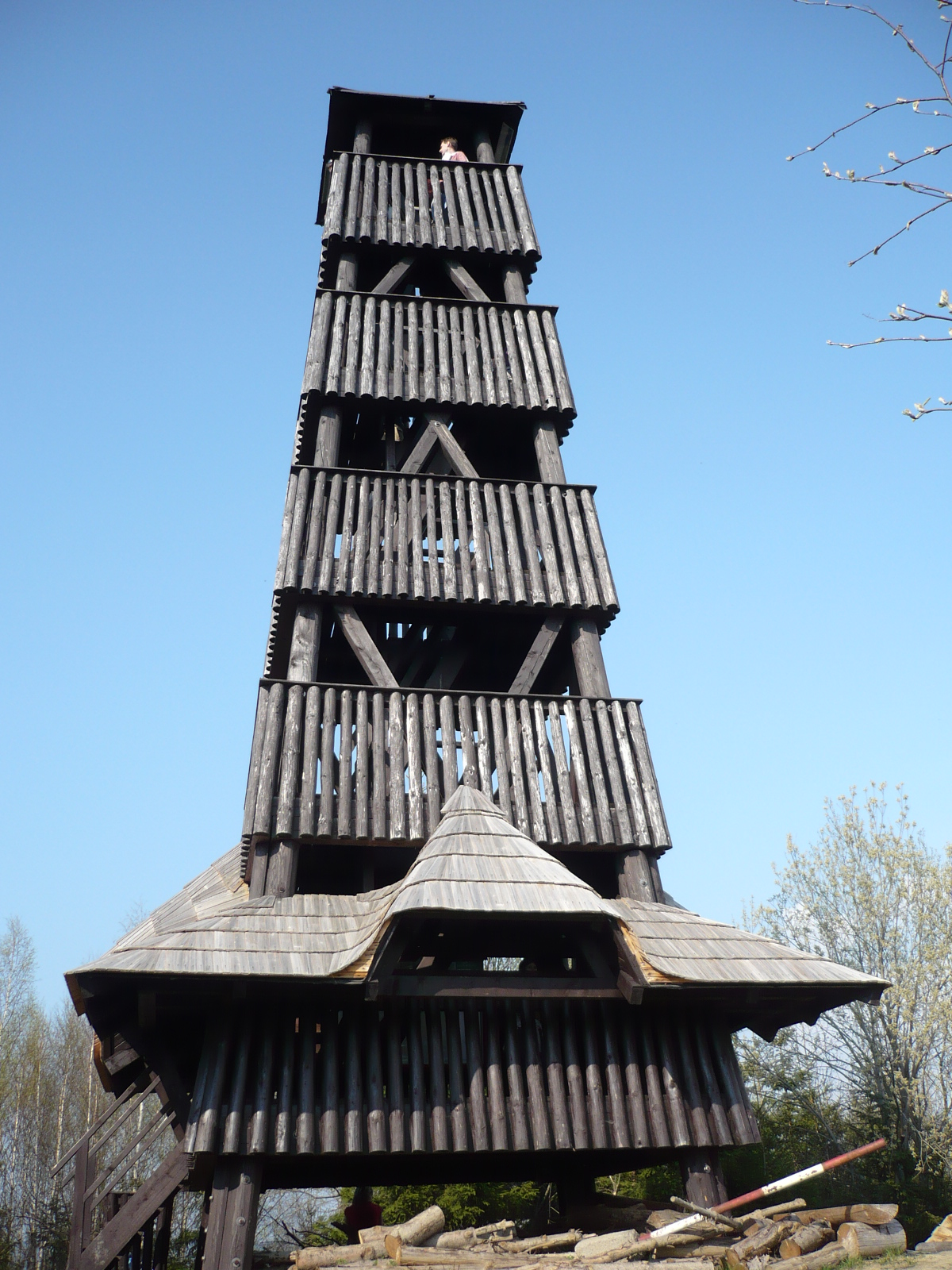
Čubův kopec (720 m)

Seznam vrcholů v Javorníkách zahrnuje pojmenované javornické vrcholy s nadmořskou výškou nad 900 m a také všechny české javornické vrcholy s prominencí nad 100 metrů. K sestavení seznamu bylo použito map dostupných na stránkách Mapy.cz, v Geoprohlížeči Zeměměřického úřadu a v Geoportálu Úřadu geodézie, kartografie a katastru Slovenské republiky.

## Seznam vrcholů podle výšky
Seznam vrcholů podle výšky obsahuje pojmenované vrcholy s výškou nad 900 m n. m. na české i slovenské straně Javorníků, včetně 9 pojmenovaných tisícovek.
| #   | Vrchol           | Výška (m n. m.) | Souřadnice                       | Stát              | Přístup |
| --- | ---------------- | --------------- | -------------------------------- | ----------------- | --- |
| 1.  | Veľký Javorník   | 1072            | 49°19′10″ s. š., 18°22′04″ v. d. | Slovensko         | červená turistická značka · naučná turistická značka                                                                                |
| 2.  | Hričovec         | 1060            | 49°20′14″ s. š., 18°24′41″ v. d. | Slovensko         | neznačeno |
| 3.  | Stratenec        | 1055            | 49°18′58″ s. š., 18°20′21″ v. d. | Slovensko         | červená turistická značka · naučná turistická značka                                                                                |
| 4.  | Čemerka          | 1052            | 49°19′48″ s. š., 18°25′52″ v. d. | Slovensko         | modrá turistická značka |
| 5.  | Kaniakova skala  | 1022            | 49°17′10″ s. š., 18°19′36″ v. d. | Slovensko         | neznačeno |
| 6.  | Malý Javorník    | 1019            | 49°18′21″ s. š., 18°18′12″ v. d. | Česko / Slovensko | červená turistická značka · modrá turistická značka · žlutá turistická značka · naučná turistická značka                            |
| 7.  | Kykula           | 1021            | 49°17′07″ s. š., 18°23′52″ v. d. | Slovensko         | neznačeno |
| 8.  | Čierne           | 1013            | 49°16′57″ s. š., 18°24′10″ v. d. | Slovensko         | neznačeno |
| 9.  | Ustrígeľ         | 1009            | 49°18′01″ s. š., 18°22′53″ v. d. | Slovensko         | neznačeno |
| 10. | Oblaz            | 996             | 49°17′22″ s. š., 18°19′24″ v. d. | Slovensko         | neznačeno |
| 11. | Jaseňové         | 992             | 49°17′48″ s. š., 18°23′28″ v. d. | Slovensko         | neznačeno |
| 12. | Černá hora       | 981             | 49°19′30″ s. š., 18°21′14″ v. d. | Česko             | zelená turistická značka |
| 13. | Petrovská Kýčera | 975             | 49°17′55″ s. š., 18°27′46″ v. d. | Slovensko         | neznačeno |
| 14. | Papajova Kykula  | 966             | 49°20′43″ s. š., 18°26′20″ v. d. | Slovensko         | neznačeno |
| 15. | Stolečný vrch    | 962             | 49°17′47″ s. š., 18°15′08″ v. d. | Česko / Slovensko | červená turistická značka · naučná turistická značka                                                                                |
| 16. | Hluché           | 961             | 49°18′55″ s. š., 18°26′14″ v. d. | Slovensko         | neznačeno |
| 17. | Frňovské         | 960             | 49°18′09″ s. š., 18°16′19″ v. d. | Česko             | neznačeno |
| 18. | Orgoňova Kýčera  | 960             | 49°15′07″ s. š., 18°20′49″ v. d. | Slovensko         | modrá turistická značka |
| 19. | Gigula           | 951             | 49°19′44″ s. š., 18°19′03″ v. d. | Česko             | neznačeno |
| 20. | Lemešná          | 950             | 49°21′24″ s. š., 18°23′44″ v. d. | Česko             | modrá turistická značka |
| 21. | Čerenka          | 948             | 49°20′15″ s. š., 18°28′39″ v. d. | Slovensko         | červená turistická značka |
| 22. | Slatina          | 946             | 49°19′33″ s. š., 18°29′25″ v. d. | Slovensko         | neznačeno |
| 23. | Galkov           | 943             | 49°17′04″ s. š., 18°17′44″ v. d. | Slovensko         | neznačeno |
| 24. | Adamkov          | 937             | 49°17′30″ s. š., 18°18′36″ v. d. | Slovensko         | neznačeno |
| 25. | Hladná           | 932             | 49°16′02″ s. š., 18°20′25″ v. d. | Slovensko         | neznačeno |
| 26. | Dupačka          | 929             | 49°22′35″ s. š., 18°24′38″ v. d. | Česko / Slovensko | neznačeno |
| 27. | Kykula           | 926             | 49°21′11″ s. š., 18°27′36″ v. d. | Slovensko         | neznačeno |
| 28. | Dlhé             | 925             | 49°17′38″ s. š., 18°27′52″ v. d. | Slovensko         | neznačeno |
| 29. | Vrchtretina      | 925             | 49°21′17″ s. š., 18°29′54″ v. d. | Slovensko         | neznačeno |
| 30. | Oselná           | 925             | 49°22′18″ s. š., 18°24′51″ v. d. | Česko / Slovensko | neznačeno |
| 31. | Makyta           | 923             | 49°15′38″ s. š., 18°09′46″ v. d. | Česko / Slovensko | červená turistická značka · modrá turistická značka · zelená turistická značka · žlutá turistická značka · naučná turistická značka |
| 32. | Kykula           | 920             | 49°15′51″ s. š., 18°25′20″ v. d. | Slovensko         | neznačeno |
| 33. | Kohútka          | 914             | 49°17′41″ s. š., 18°13′46″ v. d. | Česko / Slovensko | červená turistická značka · naučná turistická značka                                                                                |
| 34. | Lopušná          | 914             | 49°20′21″ s. š., 18°20′45″ v. d. | Česko             | neznačeno |
| 35. | Malinné          | 912             | 49°16′37″ s. š., 18°27′51″ v. d. | Slovensko         | neznačeno |
| 36. | Kazícka Kýčera   | 910             | 49°20′14″ s. š., 18°40′32″ v. d. | Slovensko         | neznačeno |
| 37. | Chotárny kopec   | 906             | 49°22′51″ s. š., 18°46′30″ v. d. | Slovensko         | červená turistická značka |
| 38. | Mraznica         | 903             | 49°20′03″ s. š., 18°31′11″ v. d. | Slovensko         | neznačeno |

## Seznam českých vrcholů podle prominence
Seznam vrcholů podle prominence obsahuje všechny vrcholy na české straně Javorníků s prominencí (relativní výškou) nad 100 metrů bez ohledu na nadmořskou výšku. Celkem jich je 10. Nejprominentnější horou je Makyta, naopak nejvyšší hora české části Malý Javorník v seznamu není, protože má prominenci jen 44 metrů (převýšení od sedla s Veľkým Javorníkem).
| #   | Vrchol             | Výška (m n. m.) | Promi- nence | Izolace (km)            | Souřadnice                       | Přístup |
| --- | ------------------ | --------------- | ------------ | ----------------------- | -------------------------------- | --- |
| 1.  | Makyta             | 0923            | 232          | 07,1 → Stolečný vrch    | 49°15′38″ s. š., 18°09′46″ v. d. | červená turistická značka · modrá turistická značka · zelená turistická značka · žlutá turistická značka · naučná turistická značka |
| 2.  | Filka              | 0759            | 191          | 03,3 → Šerklava         | 49°15′52″ s. š., 18°03′18″ v. d. | neznačeno |
| 3.  | Hrachovec          | 0777            | 154          | 01,9 → Čerňanská Kyčera | 49°16′50″ s. š., 18°07′27″ v. d. | neznačeno |
| 4.  | Lemešná            | 0950            | 150          | 01,8 → Hričovec         | 49°21′24″ s. š., 18°23′44″ v. d. | modrá turistická značka |
| 5.  | Čubův kopec        | 0720            | 145          | 03,5 → Bartošovec       | 49°11′41″ s. š., 18°07′57″ v. d. | neznačeno |
| 6.  | Stanovnická Kyčera | 0853            | 122          | 01,2 → Frňovské         | 49°19′00″ s. š., 18°15′52″ v. d. | neznačeno |
| 7.  | Žár                | 0689            | 121          | 01,4 → Hrachovec        | 49°16′22″ s. š., 18°05′38″ v. d. | neznačeno |
| 8.  | Gigula             | 0951            | 118          | 01,4 → Stratenec        | 49°19′44″ s. š., 18°19′03″ v. d. | neznačeno |
| 9.  | Lopušná            | 0914            | 116          | 01,3 → Veľký Javorník   | 49°20′21″ s. š., 18°20′45″ v. d. | neznačeno |
| 10. | Válečkova Kyčera   | 0829            | 106          | 01,2 → Stolečný vrch    | 49°18′41″ s. š., 18°14′43″ v. d. | neznačeno |